# Bowlesia flabilis
Bowlesia flabilis är en flockblommig växtart som beskrevs av James Francis Macbride. Bowlesia flabilis ingår i släktet drusor, och familjen flockblommiga växter. Inga underarter finns listade i Catalogue of Life.